# Leggi (dialogo)
Leggi (in greco antico: Νόμοι?, Nómoi) è il titolo dell'ultima e più lunga opera di Platone. Rimasta incompiuta, fu pubblicata postuma dal discepolo Filippo di Opunte, che la divise in dodici libri e ne aggiunse uno finale, l'Epinomide.
In questo dialogo, in cui non compare più il personaggio di Socrate, Platone allarga la propria prospettiva dalla singola città all'ordine divino presente nel cosmo, del quale l'ordine politico è solo una parte più piccola e subordinata. Inoltre, viene generalmente riconosciuto alle Leggi il tentativo di proporre un modello politico più aderente alla realtà. Secondo il filosofo, è di fondamentale importanza evitare il conflitto tra le classi sociali, e proprio a questo fine hanno un ruolo fondamentale le leggi di uno Stato. Esse hanno una duplice funzione:
- costrittiva, cioè prescrivono quale debba essere la condotta migliore per un buon cittadino;
- educativa, cioè educano i giovani che saranno i cittadini futuri.

Platone sostiene che vadano istituite anche sanzioni, che devono essere viste come uno strumento atto a correggere gli errori commessi dall'individuo. Le leggi sono intese come esplicitazione dell'intelligenza, rendendo manifesta la continuità con quanto affermato nei dialoghi della vecchiaia (in particolare nel Parmenide, nel Teeteto e nel Sofista). D'altra parte, però, la preminenza della legge sull'attività del politico allontana le Leggi dalle tesi esposte nella Repubblica e nel Politico: mentre nella produzione precedente il politico era sopra la legge, nel suo ultimo dialogo Platone lo pone come custode delle norme e dell'ordinamento giudiziario.

## Il fondamento delle leggi
Nelle Leggi il tema politico viene introdotto esplicitamente fin dalle prime battute, e il dialogo si presenta come una lunga esposizione delle norme che dovranno essere adottate in un'ipotetica città di nuova fondazione. Al corpus delle leggi è dedicata gran parte dell'opera, a partire dal Libro IV, quando Clinia annuncia ai compagni di viaggio il compito assegnatogli dai cittadini di Cnosso. I primi tre libri possono quindi essere considerati come un'introduzione al tema centrale del dialogo: in essi vengono affrontate questioni generali come le finalità che deve avere il legislatore nello scrivere le leggi (Libro I), la questione dell'educazione all'interno della città (Libro II), una digressione sull'origine dello Stato (Libro III).

### Il compito del legislatore

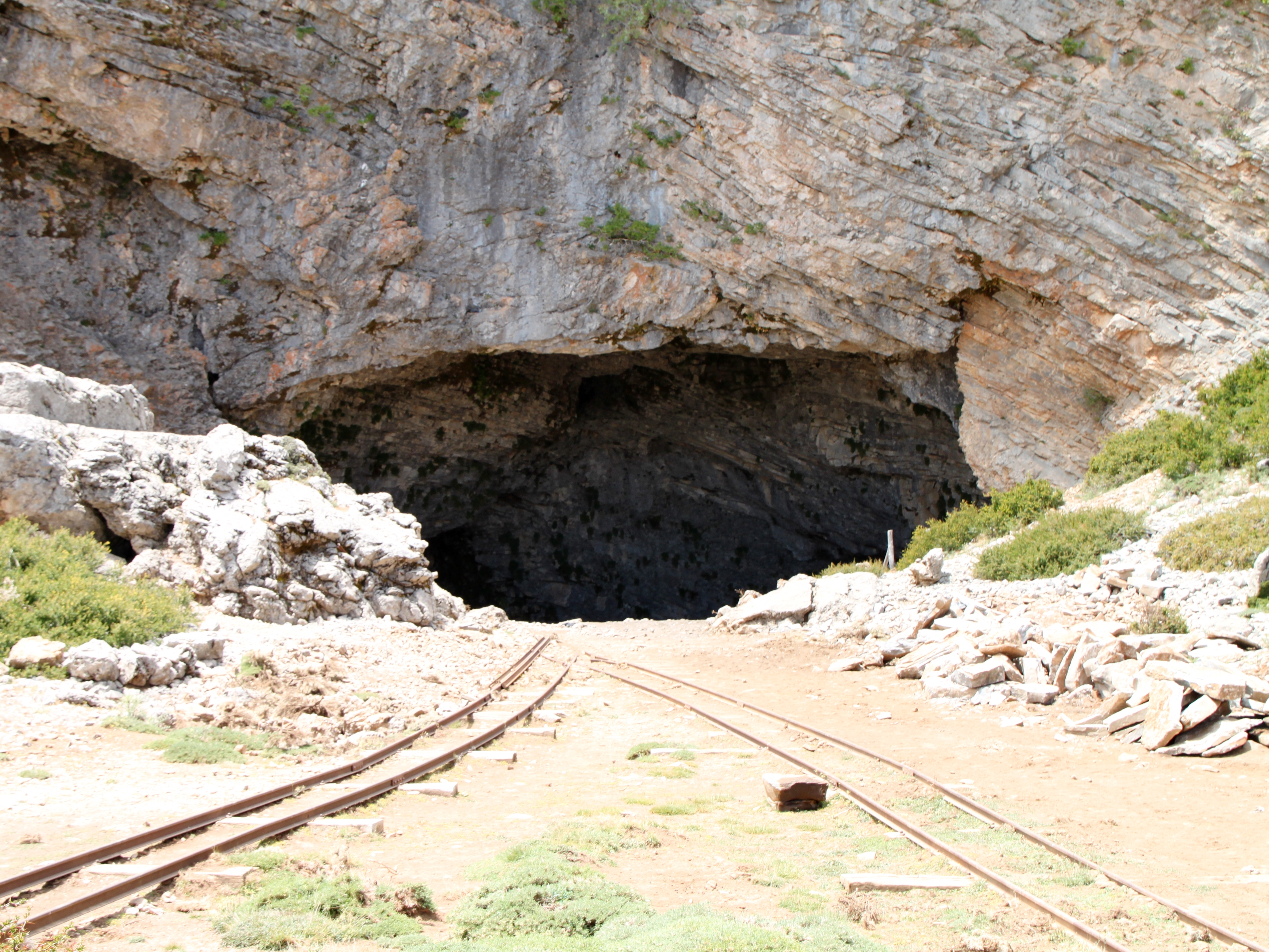
La grotta sacra di Zeus sul monte Ida, meta dei tre anziani protagonisti del dialogo

Tre anziani uomini - un cretese di nome Clinia, lo spartano Megillo e un anonimo Ateniese (solitamente identificato con lo stesso Platone) - stanno percorrendo la strada che da Cnosso porta all'antro di Zeus, dove si trova il santuario della divinità. Sono all'inizio del loro cammino e l'Ateniese propone di allietare il viaggio con una conversazione «sulla costituzione dello Stato e sulle leggi», che potrà essere un interessante diversivo nei momenti di riposo all'ombra degli alberi.
Il dialogo si apre quindi con la domanda dell'Ateniese, che chiede ai due compagni quale sia l'origine delle leggi in vigore nei luoghi da cui provengono, Creta e Sparta. Entrambi rispondono che vengono considerate opera di un dio, e che il loro fondamento è la necessità di prepararsi alla guerra contro altre città. L'Ateniese però fa osservare che, come nel caso del singolo individuo è meglio vincere su sé stesso che sugli altri, così anche per la città è necessario che il legislatore faccia in modo che i giusti governino sui peggiori, mantenendo l'ordine e occupandosi anzitutto delle sedizioni interne. Il buon legislatore opera pensando non alla guerra ma alla pace, e ha come riferimento la virtù nella sua totalità, affinché la città sia governata secondo i beni umani (salute, bellezza, forza fisica etc.), i quali a loro volta richiamano i beni divini: prudenza, saggezza, giustizia e coraggio. I politici che hanno promulgato le leggi cretesi e spartane, invece, sembrano essersi comportati diversamente, cercando di formare cittadini che dimostrino coraggio in guerra.
L'Ateniese inoltre critica le leggi che proibiscono i simposi per impedire che l'intemperanza e l'abuso di alcolici creino disordini: ciò non succederebbe se, come ad Atene, il consumo di vino fosse regolato da un'usanza che impedisca agli uomini di lasciarsi andare e perdere il controllo. Le leggi spartane e cretesi su questo argomento sono troppo dure e proibiscono un comportamento che, se regolato da una buona educazione, non costituisce un danno ma anzi consente per un momento di esercitarsi nell'impudenza e acquisire così maggiore pudore e autocontrollo. Il simposio diventa quindi simbolo di una pratica paideutica che, educando alla virtù incanalando gli istinti irrazionali, mira a formare un cittadino esemplare, che oltre a essere coraggioso in battaglia rispetti la legge e all'occorrenza sappia comandare.

### L'educazione nella città

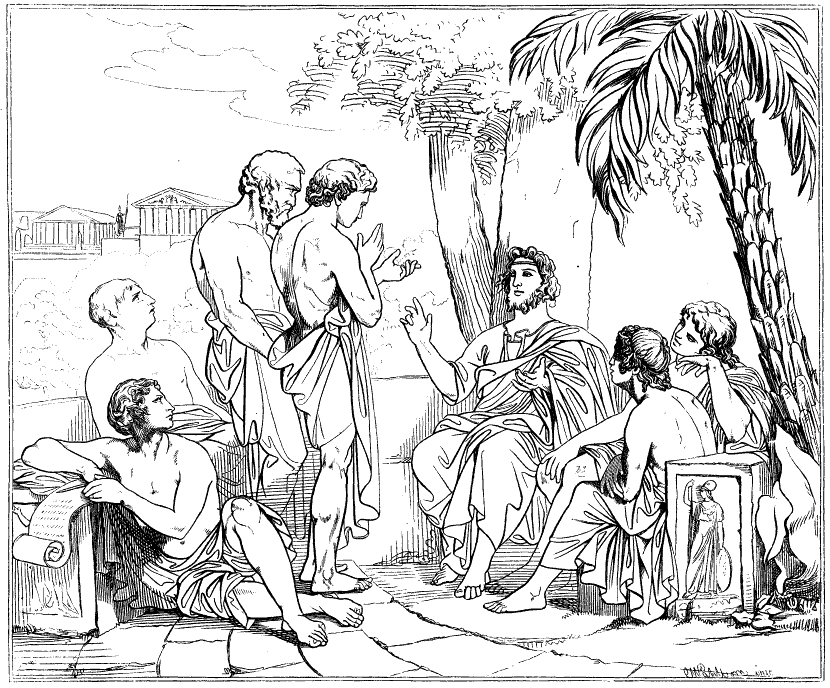
Carl Wahlbom, Platone e la sua Accademia

Il discorso sui simposi introduce un argomento più ampio, quello dell'educazione, che verrà ripreso nel Libro VII. L'educazione che viene impartita ai fanciulli consiste nell'orientare correttamente piaceri e dolori; tuttavia anche i buoni costumi possono corrompersi: per questo motivo gli dèi hanno deciso di alleviare la dura sorte degli uomini stabilendo delle pause, che coincidono con le feste in onore delle divinità, durante le quali è possibile lasciarsi andare. Inoltre, poiché è noto a tutti l'istinto che i giovani hanno per il moto e il ballo, risulta di centrale importanza l'arte dei cori, che insegna a danzare secondo ritmo e armonia, e quindi a riconoscere la bellezza del movimento e dei canti. Solo le cose belle giovano a chi le fruisce, mentre chi apprezza cose malvagie ne viene corrotto. Distinguere le cose buone dalle cattive, tuttavia, non è facile, e il giudizio deve essere affidato a persone di comprovata virtù; quindi, una volta capito cosa è bene e cosa no, il legislatore dovrà costringere i poeti a comporre opere consone, che attraverso la piacevolezza della musica educhino correttamente i fanciulli. La musica, la danza e la poesia sono altri esempi di quei supporti irrazionali di cui l'educazione deve servirsi per condurre gli individui alla virtù.
Per questo motivo è necessario prevedere diversi tipi di cori, che corrispondono alle differenti età dei cittadini. Il primo sarà il coro delle Muse, composto da bambini, che canterà sulle cose di cui si è appena parlato; subito dopo viene il coro di Apollo, di cui fanno parte uomini di età inferiore ai trent'anni, che invocano il dio come testimone delle verità appena pronunciate; segue quindi un terzo coro di uomini tra i trenta e i sessant'anni, consacrato a Dioniso. Gli uomini che superano i sessant'anni infine, non potendo cantare o ballare a causa della vecchiaia, avranno il compito di narrare miti sui costumi della città, secondo l'ispirazione divina.
Prima di passare oltre, l'Ateniese indugia sul coro di Dioniso e sul consumo di vino durante i simposi, i quali devono essere riservati a uomini di quarant'anni: questi infatti, a causa dell'età, non sono propensi al canto e per questo motivo necessitano dell'ebbrezza per abbandonarsi alla musica. Cantando, essi sono in grado di riconoscere la regolarità di ritmi e armonie che distingue l'opera migliore e più bella, grazie alla quale proveranno innocui piaceri e di conseguenza sapranno condurre i giovani verso il pudore e la vergogna. Mantenendo una certa sobrietà nel bere, gli uomini trarranno solo giovamento: mentre l'eccesso riscalda gli animi e genera risse tra gli ubriachi, la moderazione fa sì che terminato il simposio gli uomini si ritrovino più amici di prima, e i sobri potranno essere da guida a chi non lo è.

### L'origine dello Stato

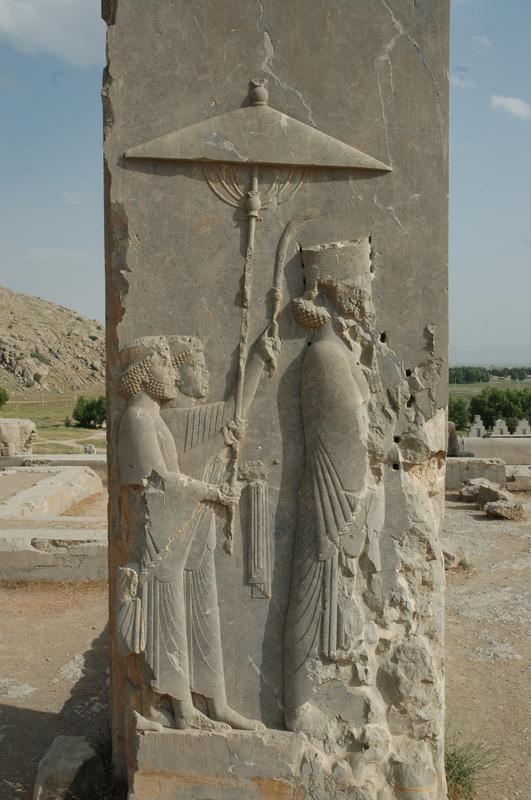
Serse ritratto su un bassorilievo a Persepoli. Il sovrano viene criticato nelle Leggi

Dopo aver discusso di cori e musica, l'Ateniese inizia un'analisi retrospettiva allo scopo di ricercare l'origine della legislazione. Egli narra che, quando vi fu il diluvio, gli unici a salvarsi furono gli uomini che abitavano le alture più elevate, popoli che vivevano di pastorizia e ignoravano la politica, la brama di guadagno e tutte le arti proprie di chi abitava le città vicine al mare. Questi sopravvissuti erano animati da spirito di benevolenza gli uni verso gli altri, e grazie all'abbondanza di pascoli la necessità di nutrirsi non costituiva un motivo di contesa. All'epoca non vi erano quindi legislatori, né era in uso la scrittura, ma gli individui seguivano le norme previste dai costumi dei padri, e nei gruppi famigliari i vecchi ricoprivano il ruolo di comando. Gradualmente, però, questi primi piccoli gruppi si riunirono in comunità più grandi, si diedero un'organizzazione politica, scesero a valle per coltivare i campi e costruirono barriere contro le fiere. Tuttavia, il fatto di essere vissuti isolati gli uni dagli altri fece sì che ogni gruppo si identificasse in leggi e antenati differenti, e ciascuno considerava i propri costumi migliori di quelli degli altri. Si arrivò così alla guerra di Troia. Scesi a valle, i troiani fondarono una città, la quale ben presto entrò in contrasto con altri Stati, dando origine a un lungo conflitto.
Dopo avere visto come sorge uno Stato, si passa ad analizzare gli eventi relativi alla storia di Argo, Micene e Sparta. In ciascuna di queste città i sovrani si accordarono con il popolo per garantire lo svolgimento della vita civile, e le tre poleis giurarono di aiutarsi reciprocamente in caso di bisogno. Uniti dai medesimi sacrifici e dalla stessa stirpe, le tre città ritenevano di costituire una potenza stabile e duratura, ma così non fu: vinte dalla brama iniziarono una cruenta guerra, che portò alla dissoluzione del patto. La causa di ciò è individuata nell'ignoranza, che si esprime nella ricerca di un piacere contrario alla ragione: non è possibile affidare a persone stolte, incapaci di seguire il bene invece del male, compiti di governo. Al contrario, il buon legislatore deve essere una persona assennata e prudente, che ricerchi l'armonia: è infatti secondo natura che il saggio comanda sullo stolto.
Vengono quindi riconosciute due forme di costituzione da cui sono nate le altre: la monarchia e la democrazia. La prima ha il suo vertice nell'impero persiano, il quale per due volte si espanse e cadde in declino: la causa di ciò è stata la cattiva educazione di Cambise e Serse, che non furono in grado di governare e mantenere i territori conquistati dai padri, Ciro e Dario. Qui sta il merito della società spartana, che dà a tutti, ricchi e indigenti, la stessa educazione: non così è avvenuto per i sovrani persiani che, dopo aver acquisito il potere, hanno voluto per i propri figli un'educazione diversa dalla loro, più sfarzosa e quindi più debole. Uno Stato che voglia salvaguardare la propria integrità deve quindi distribuire in modo corretto onore e biasimo, e dare la priorità alla temperanza, poi alla bellezza e ai beni del corpo, e infine alla ricchezza. Inoltre, un altro errore dei Persiani è stato l'aver tolto la libertà al popolo e inasprito il dispotismo, così che i governanti hanno finito per assecondare i propri desideri e non il bene comune. Presso gli Ateniesi è invece successo il contrario: abbandonando le vecchie leggi, i cittadini si sono sentiti completamente liberi, e ciò ha portato alla rovina.

## Il nuovo Stato

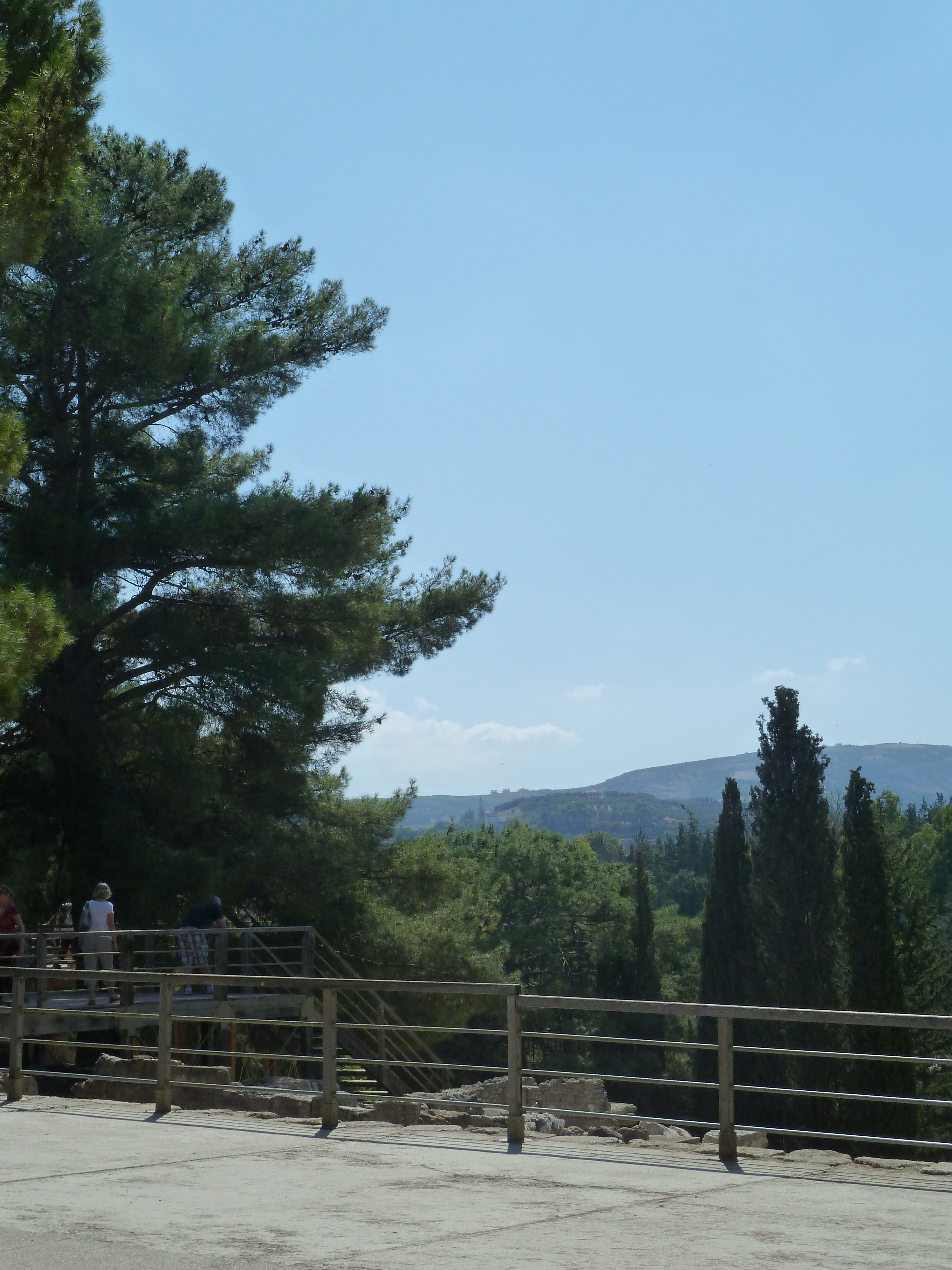
Veduta della vegetazione dal Palazzo di Cnosso

Il Libro III si conclude con una richiesta da parte di Clinia, che introduce al cuore del dialogo. Il cretese annuncia infatti di aver ricevuto dalla città di Cnosso l'incarico di stendere una legislazione per la nuova colonia che dovrà essere fondata (denominata Μαγνήτων πολις, "città dei Magneti"), e di volere svolgere il compito raccogliendo le migliori tra le leggi in vigore nelle altre città, comprese quelle straniere. Per questo motivo chiede ai due interlocutori di aiutarlo, immaginando di dover costruire dalle fondamenta uno Stato. Quello che verrà esposto non sarà però un codice, bensì un modello basato sull'intelligenza, sul quale dovranno fondarsi le leggi.
Per la nuova città Platone ricorre ancora al paradigma, esposto nella Repubblica, della comunanza dei beni, che viene però attenuato: i cittadini dello Stato sono anzitutto proprietari terrieri, poiché a ciascuno è assegnato un appezzamento, e sono inoltre suddivisi in classi di censo. Ciò è necessario affinché si possa attuare nella realtà un'approssimazione al modello politico della Kallipolis, e costituisce una differenza importante rispetto alle tesi esposte nella produzione precedente del filosofo. Nella società descritta nelle Leggi, infatti, i cittadini non sono più differenziati in base alla tecnica (τέχνη) di cui sono detentori, bensì da un complesso di fattori economici, politici e sociali che rendono l'ordinamento della nuova città simile alle oligarchie storicamente esistenti. Artigiani e commercianti sono tenuti lontani dalla vita della città, e il possesso di terreni non implica la pratica dell'agricoltura, che viene invece demandata agli schiavi. Ogni cittadino, in quanto tale, possiede un'unica arte, quella politica, la quale proibisce di dedicarsi ad altre tecniche. Ciò d'altra parte contraddice quanto affermato nella Repubblica e nel Politico, cioè che solo pochi hanno il sapere necessario per governare.

### La costituzione e le leggi
Nel momento in cui si fonda una città devono essere presi in considerazione vari aspetti, tra cui la posizione geografica, non troppo vicina al mare e in una regione che garantisca l'approvvigionamento dei beni di prima necessità, e gli uomini che l'abiteranno, che nel caso preso in esame proverranno da Creta e da alcune poleis del Peloponneso. Un discorso molto più ampio merita la costituzione, a proposito della quale vengono indicate quattro strutture politiche storicamente esistenti:
- tirannide
- monarchia
- democrazia
- oligarchia

In ciascuna di esse il popolo è asservito da un potere assoluto, ed esse stesse prendono il nome dal tipo di potere esercitato dal signore. Tuttavia, la possibilità che una costituzione si riveli ottima è legata al presentarsi di eventi dovuti in gran parte al caso (καιρός). È infatti necessario che temperanza e intelligenza si coniughino con il massimo potere, e il regime politico che maggiormente si presta a essere modificato alla luce della giustizia è quello in cui a governare è una sola persona. Contestualmente a ciò è introdotto il mito secondo cui nelle epoche antiche gli uomini conducevano una vita felice, poiché per volere di Crono erano governati da dèmoni. Era questa una forma di governo migliore delle attuali, perché non era soggetta ai desideri e alle brame che caratterizzano l'azione politica degli uomini. Nelle costituzioni attuali, invece, il più delle volte accade che chi è al potere proclami leggi in proprio favore, per rafforzare se stesso. Lo Stato potrà dunque salvarsi solo se verranno conferiti ruoli di comando a persone di comprovata virtù, i quali, in quanto "servitori della legge", la faranno rispettare con la loro autorità.
Il compito del legislatore consisterà dunque nello stabilire un insieme di leggi che renda i cittadini più attenti alla virtù, persuadendoli dell'utilità di seguire scrupolosamente ciò che è previsto dalle norme in vigore. Per questo motivo è necessario che le leggi non si limitino a indicare i reati e le relative pene, ma siano precedute da un proemio (προοίμιον), nel quale viene mostrata la bontà dei precetti. Una politica basata sulla persuasione è infatti preferibile a una fondata sulla mera coercizione, e la stessa forma usata per fissare le norme, la scrittura, richiede il ricorso al proemio per persuadere i cittadini ed evitare che la legge perda la sua verità ed efficacia.

### L'organizzazione della città
Su invito di Clinia, nel Libro V l'Ateniese tiene un lungo monologo, che svolge la funzione di proemio per le leggi che saranno esposte nel seguito del dialogo, e nel quale vengono ripresi molti dei temi tipici dei dialoghi giovanili. Tra tutte le cose, i primi da onorare sono gli dèi, seguiti dall'anima (che è la più vicina alla divinità) e infine il corpo, la parte più bassa dell'uomo. Onorare l'anima significa perseguire la virtù, coltivare le cose belle e buone ed evitare la brama di ricchezze e di onori illusori; bisognerà quindi non solo rispettare la legge, ma anche mantenere un atteggiamento contenuto e dignitoso, avere riguardo per gli stranieri (che sono protetti dalla divinità), ricercare la verità, perseguire temperanza e intelligenza, evitare l'eccessivo di amor proprio, trascorrere una vita in equilibrio tra piaceri e dolori.
Terminato il proemio si può passare a stendere le leggi. Per prima cosa è necessario assicurarsi che la città sia fin dall'inizio la più pura possibile, selezionando attentamente gli uomini che la dovranno abitare, i quali dovranno essere i migliori, mentre i malvagi saranno allontanati. Un'altra questione importante riguarda le terre, che dovranno essere divise in modo equo tra i cittadini: viene quindi fissato in 5040 il numero dei proprietari terrieri, a ciascuno dei quali deve corrispondere un lotto comprendente un terreno e una casa. Questi potranno coltivarlo, ma non dovranno considerarlo proprio, bensì come una parte del suolo patrio, quindi sacro. È importante notare che il numero non è scelto a caso, ma in quanto ha ben 59 divisori, tra i quali i numeri da 1 a 10, così da semplificare le ripartizioni quando si tratta di stipulare contratti e stabilire le quote dei tributi. Inoltre, è necessario che il numero di 5040 nuclei famigliari si mantenga invariato nel tempo: a ogni proprietario è imposto di lasciare il lotto a un unico erede e di affidare gli eventuali altri figli maschi ai cittadini che non ne hanno avuti, così che ognuno abbia una discendenza; in alternativa, a seconda dei casi, i governanti possono decidere di inviare giovani nelle colonie oppure attuare meccanismi di controllo delle nascite.
Vengono attuate anche delle restrizioni di carattere economico, vietando il possesso di preziosi e coniando una moneta che ha valore solo dentro i confini dello Stato. Per garantire l'equità i cittadini vengono suddivisi in quattro classi di censo, e per le ricchezze vengono fissati dei limiti minimi (il possesso di un solo lotto) e massimi (il possesso di sostanze pari a tre volte il valore di un lotto). Eventuali risorse in eccesso devono essere conferite allo Stato; in caso contrario si viene sottoposti a processo. Infine, bisognerà suddividere la città e la regione attorno in dodici parti uguali, e anche i cittadini saranno ripartiti in altrettante tribù, ciascuna con una divinità protettrice.
L'assegnazione egualitaria dei terreni e la suddivisione dei cittadini in classi di censo risponde alla necessità di attenuare il paradigma della comunanza dei beni proposto nella Repubblica, e tiene conto del fatto che nessuna città viene creata dal nulla, ma ogni individuo che la abiterà ha un passato che non può essere cancellato. In ultima analisi, il modello proposto per l'organizzazione della società mira a evitare l'insorgere di conflitti tra le parti sociali, rispettando la disuguaglianza originaria che esiste tra i membri della comunità. La bontà proposta nelle Leggi è appannaggio di tutti cittadini, i quali devono essere consapevoli e responsabili in egual misura.

### Il corpo delle leggi
Una volta stabilito l'ordinamento dello Stato, è necessario istituire le magistrature (Libro VI). Si inizia con i 37 magistrati che avranno il compito di custodire le leggi e controllare, attraverso registri, che i cittadini non superino il patrimonio massimo consentito. Quindi l'Ateniese passa ad analizzare le norme per l'elezione di strateghi, astinomi (magistrati che si occupano della cura della città), agoranomi (custodi dell'agora), sacerdoti e agronomi (responsabili delle campagne). Particolare attenzione è dedicata alle modalità di scelta dei due magistrati che si occuperanno dell'educazione dei giovani, uno per la musica e l'altro per la ginnastica.
Ci si sofferma poi sui temi dell'educazione sessuale e del matrimonio, regolati da leggi che mirano a favorire la nascita di una prole forte e valorosa. Contestualmente a ciò, si affrontano anche gli aspetti legati alla gestione della casa e della famiglia, dal trattamento da riservare agli schiavi alla struttura che devono avere gli edifici, dalle norme che riguardano i pasti alla condizione della donna. Si passa quindi all'educazione dei figli, argomento a cui è dedicato l'intero Libro VII. Lo Stato deve occuparsi della formazione dei cittadini fin dalla più tenera età, attraverso esercizi che rafforzino sia il corpo sia l'anima. Il carattere del bambino deve essere improntato alla serenità, dosando allegria e timore e perseguendo un giusto mezzo. Materie di insegnamento saranno la ginnastica (lotta e danza) e la musica. I canti e i balli, come le feste religiose, saranno regolamentati da una legge, e sarà proibito introdurne di nuovi. L'educazione sarà la medesima per maschi e femmine, e dovranno studiare, oltre alla musica e alla danza, anche le lettere, la poesia, la grammatica, la matematica, la geometria, l'astronomia.
Il Libro VIII si apre con la questione delle celebrazioni religiose, che devono essere stabilite con l'aiuto dell'oracolo di Delfi, e degli esercizi ginnici da prevedere in tempo di guerra e in tempo di pace. Quindi si torna a parlare dell'educazione sessuale dei cittadini, necessaria in uno Stato ben ordinato affinché i giovani non si abbandonino agli eccessi; viene criticato l'amore omosessuale, e vengono trattati vari aspetti della vita coniugale, dai pasti in comune al segreto dell'intimità. Da qui si passa alle norme che regolano la produzione agricola, l'uso dell'acqua, il lavoro degli artigiani (che devono essere stranieri, poiché i cittadini possono dedicarsi esclusivamente alla virtù), la distribuzione delle risorse, l'attività commerciale, il soggiorno degli stranieri nella città.
Si prosegue con le norme e le procedure giudiziarie che riguardano i crimini come il furto sacrilego, il tradimento, il furto, gli omicidi e gli atti di violenza in generale (Libro IX). L'argomento dà la possibilità di svolgere una divagazione sul tema della giustizia. Si ribadisce che le leggi non devono limitarsi a punire, ma hanno anche una funzione paideutica, insegnando ai cittadini come comportarsi per essere felici. Giustizia e bellezza coincidono, ma questa identità sembra essere contraddetta dall'esistenza della pena capitale, che privando un uomo della vita può essere vista come una cosa brutta. Il problema viene risolto con il riferimento all'involontarietà del male, che costringe il legislatore a istruire chi commette ingiustizie in modo che le non ripeta in futuro, facendo uso di azioni, parole, piaceri e dolori, onori e disonori, multe o doni ecc. Tuttavia, nei casi più gravi, laddove è evidente che non è possibile curare il colpevole, il legislatore è costretto a soluzioni drastiche, come la pena di morte. Vengono quindi riconosciute tre cause, che sono in grado di esercitare un potere tirannico sull'anima, conducendola all'ingiustizia: le passioni (l'ira), i desideri (il piacere), l'ignoranza.
L'esposizione delle leggi viene sospesa nel Libro X, dedicato ai temi della religione e dell'ateismo, e riprende nel Libro XI, in cui vengono trattate le norme che riguardano le compravendite di beni, schiavi e animali, e i reati finanziari come frodi, furti, inadempienze. Per le questioni testamentarie vengono passate in rassegna le norme inerenti ai passaggi d'eredità di padre in figlio, le deroghe e il comportamento da tenersi nelle dispute tra parenti e nei casi di uomini morti senza prole. Da qui, vengono stabilite le leggi per l'educazione degli orfani, l'assistenza ai genitori anziani, il divorzio e le seconde nozze, il trattamento di persone folli o colleriche. Ai poeti comici è proibito deridere i cittadini nelle loro opere. Vengono presi provvedimenti contro i mendicanti, e viene stabilito come agire contro gli schiavi e gli animali che hanno provocato danni. Anche i testimoni e l'attività dell'avvocatura sono sottoposti a una normativa. Ci si avvia quindi verso la parte conclusiva del dialogo (Libro XII), in cui vengono affrontate le leggi che riguardano: il furto di beni pubblici, la disciplina militare, il collegio dei magistrati giudicanti, i giuramenti, i rapporti con altri Stati e i viaggi all'estero, il trattamento riservato agli stranieri, la malleveria e la rivendicazione di beni, il ricorso alla violenza contro testimoni e concorrenti, la ricettazione, l'ospitalità data a criminali, la pace privata, il servizio alla patria, le tasse per gli dèi, le classi dei giudici e le modalità di attuazione delle sentenze, i funerali e le sepolture.

## La condanna dell'ateismo

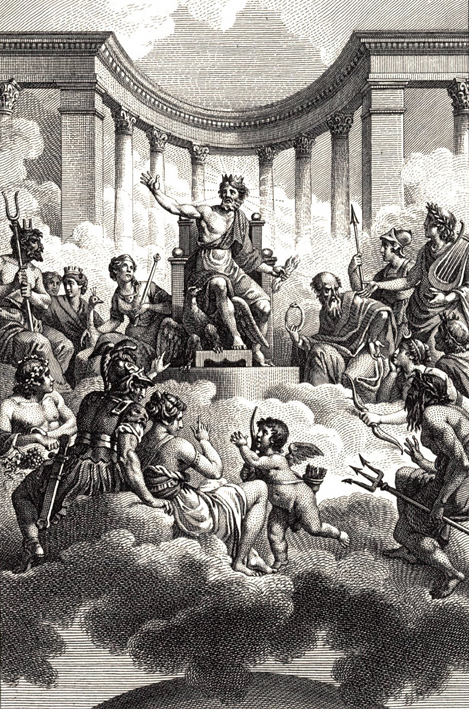
I Dodici Olimpi raffigurati da Nicolas-André Monsiau (fine del XVIII secolo)

Nel Libro X l'esposizione delle leggi viene interrotta per una digressione sugli dèi e sulle tesi di chi nega la loro esistenza. Contro di essi si scaglia il biasimo di Platone e l'opera dei legislatori, che devono impegnarsi a persuaderli del contrario. Diversamente dalla Repubblica, l'ateismo nelle Leggi viene considerato un'infrazione alla connessione sussistente tra ordine cosmico e ordine politico: la città è infatti una piccola parte subordinata al tutto (ὅλον), e lo stesso sapere dei governanti è un sapere astrologico, che studia i movimenti dei corpi celesti per adeguarsi al mondo divino. La confutazione dell'ateismo prende in esame tre argomenti.
1. La prima tesi afferma che le cose che ci circondano sono opera o della natura (φύσει) o dell'arte (τέχνῃ) oppure del caso (διὰ τύχην), e le stesse divinità non sarebbero altro che una creazione dei legislatori.[46] L'origine di questa teoria viene individuata nel ritenere l'anima una cosa materiale, negandone l'anteriorità rispetto al corpo. La falsità di questa tesi viene dimostrata attraverso un'analisi che distingue dieci generi di movimento, il primo dei quali muove se stesso facendo muovere anche altro da sé: se dunque l'anima è (per definizione) ciò che si muove trasmettendo il movimento al corpo, se ne deve concludere che essa (insieme a tutte le realtà che le sono affini) è anteriore al corpo. In particolare, l'anima migliore sarà quella che impone il movimento circolare all'universo, e tutti i corpi celesti hanno a loro volta un'anima.
2. Per la seconda tesi, gli dèi esistono ma non si curano delle questioni umane.[47] Contro questo argomento viene ribadito che gli dèi sono virtuosi e non sopportano l'indolenza: come potrebbero quindi disinteressarsi degli uomini e vivere in una condizione di ozio che loro stessi detestano? Inoltre, non si può nemmeno affermare che trascurino le questioni meno importanti, poiché la provvidenza coordina ogni elemento in vista del bene e della perfezione del tutto.
3. Infine, come terza viene presentata la tesi di chi sostiene che le divinità sono corruttibili attraverso offerte e preghiere.[48] Ciò è però impossibile, poiché il governo divino è immodificabile dall'azione dell'uomo, e lo stesso governo delle cose umane pertiene anzitutto agli dèi, quindi al caso e solo come terzi agli uomini.

Il Libro X si conclude con una disamina dei diversi tipi di empietà e sui provvedimenti che devono essere presi a seconda dei casi. Inoltre, viene proibito di compiere culti privati: le cerimonie devono avvenire esclusivamente in luoghi sacri pubblici.

## Il Consiglio notturno
Le ultime battute del Libro XII sono tese a ribadire lo scopo dell'intero corpo delle leggi, ovvero il conseguimento della virtù all'interno dello Stato, attraverso un'intelligenza superiore che, avendo una visione d'insieme della situazione, sia in grado di scegliere gli uomini e le leggi migliori. A questo scopo è necessario dotarsi di un organo di governo che possa svolgere questo ruolo, un'assemblea di uomini virtuosi che si riunisca di notte e prenda le decisioni avendo sempre di mira il fine che ci si è prefissati, operando per custodire le leggi: è il cosiddetto Consiglio notturno. Le caratteristiche con cui vengono descritti i membri di questa assemblea richiamano quelle del filosofo governante di cui si parla nella Repubblica e nel Politico; ciò che tuttavia, ancora una volta, differenzia le Leggi dalle opere precedenti è il fatto che questi uomini devono conoscere gli dèi, l'anima e gli astri - ovvero, posseggano la conoscenza dell'unità del molteplice.

### Edizioni
- Leggi, trad. di A. Zadro, in Opere complete, a cura di G. Giannantoni, Laterza, Bari 1983, vol. VII
- Leggi, a cura di F. Adorno, in Dialoghi politici e lettere, Utet, Torino 1988
- Le leggi, a cura di F. Ferrari e S. Poli, Rizzoli, Milano 2005
- Leggi, trad. di E. Pegone, in Tutte le opere, a cura E.V. Maltese, Newton Compton, Roma 2009

### Saggi critici
- F. Adorno, Introduzione a Platone, Laterza, Bari 1978
- G. Cambiano, Platone e le tecniche, Laterza, Bari 1991
- G. Morrow, Plato's Cretan City, Princeton 1960
- G. Müller, Studie zuden platonischen Nomoi, Monaco 1951
- F. Trabattoni, Platone, Carocci, Roma 1998